# MAN NÜ xx3
MAN NÜ xx3 – seria autobusów produkcji MAN, przystosowanych do linii podmiejskich. Miejskim odpowiednikiem tej serii jest seria MAN NL xx3.
Autobusy były wyposażane w jednostki napędowe o różnej mocy, stąd różne oznaczenia - NÜ 272, NÜ 313 itp.